# هیلزبارو، میسیسیپی
هیلزبارو (به انگلیسی: Hillsboro) مکانی در ایالت میسیسیپی کشور ایالات متحده آمریکا است که جمعیت آن در سرشماری سال ۲۰۱۰ میلادی، ۱٬۱۳۰
نفر بوده‌است.